# 2016年中国大陆
| 中国历史 / 中国历史年表 |
| 世紀： 20世纪中国 / 21世纪中国 / 22世纪中国 |
| 年代： 1980年代中国大陆 / 1990年代中国大陆 / 2000年代中国大陆 / 2010年代中国大陆 / 2020年代中国大陆 / 2030年代中国大陆 / 2040年代中国大陆                     |
| 年份： 2012年中国大陆 / 2013年中国大陆 / 2014年中国大陆 / 2015年中国大陆 / 2016年中国大陆 / 2017年中国大陆 / 2018年中国大陆 / 2019年中国大陆 / 2020年中国大陆 |
| 纪年： 丙申年（猴年）、中华人民共和国成立67周年 |

## 党和国家领导人

### 最高领导人
- 中共中央总书记：习近平

### 国家元首
- 国家主席：习近平

### 政府首脑
- 国务院总理：李克强

### 立法机关
- 全国人大常委会委员长：张德江

### 统战机关
- 全国政协主席：俞正声

## 大事记
2016年中国大陆：1月 - 2月 - 3月 - 4月 - 5月 - 6月 - 7月 - 8月 - 9月 - 10月 - 11月 - 12月

### 1月
- 1月1日：全国人民代表大会常务委员会关于修改《中华人民共和国人口与计划生育法》的决定正式实施，“一胎化”和“单独二孩”政策在中国大陆停止实施，改为实施“全面二孩”政策[1]。

- 1月2日：12时22分，黑龙江牡丹江市林口县（北纬44.8度，东经129.9度）发生里氏6.4级地震，震源深度580千米[2]。

- 1月4日：
  - 中国开始试行熔断机制首日，中国A股两次触发熔断后，提早1个半小时收市[3]。拖累環球股市於2016年首個股市交易日急跌，滬深300指數跌幅達7%，二度觸發熔斷機制，全日暫停交易提前收盤。[4]
  - 18时27分，新疆伊犁州新源县（北纬43.60度，东经82.99度）发生里氏4.6级地震，震源深度10千米[5]。

- 1月5日：上午7时许，宁夏贺兰县一辆沿109国道行驶的301路公交车被犯罪嫌疑人马永平纵火，导致17人死亡，32人受伤[6]。

- 1月5日至8日：应中国外交协会邀请，叙利亚反对派组织叙利亚反对派和革命力量全国联盟主席哈立德·胡杰访华[7]。

- 1月7日：中國股市再度觸發熔斷機制，全日交易不足15分鐘便提早收市，證監會於當晚宣佈由1月8日起暫停實施指數熔斷機制。[8]

- 1月8日：歌手黄安在新浪微博举报韩国娱乐团体“TWICE”的台湾成员周子瑜在韩国节目中手举中华民国国旗，称其是是“台独”，引发周子瑜国旗事件，并影响到台湾选举[9]。

- 1月11日：中国公布中央军委机关调整改革方案，原四总部被改组为15个中央军委职能部门，包括7个部（厅）、3个委员会、5个直属机构[10]。

- 1月14日：
  - “e租宝”平台21名涉案人员被北京检察机关批准逮捕。
  - 19时左右，浙江杭州市余杭区良渚街道通运路口一装有煤气瓶的货车起火爆炸，引燃旁边的两幢厂房，导致1人死亡[11]。
  - 中國股市暴瀉，深證成指失守10000點，全日收報9997.92點，挫3.35%。[12]

- 1月16日：
  - 中共中央纪委监察部网站发布消息，河南省委常委、洛阳市委书记陈雪枫涉嫌严重违纪接受组织调查[13]。
  - 亚洲基础设施投资银行正式开业[14][15][16][17][18][19]。

- 1月17日：中午12时许，湖南衡山县连环杀人案犯罪嫌疑人聂露勇在衡山县开云镇师古小学附近农家被抓获，1月15日至17日发生的衡山3起连环杀人案共导致6死1伤[20]。

- 1月19日：中共中央纪委发布消息，中共中央台湾工作办公室、国务院台湾事务办公室副主任龚清概涉嫌严重违纪接受组织调查[21]。

- 1月20日：江西省上饶市广丰区鸿盛花炮厂发生爆炸，造成3人死亡48人受伤。

- 1月21日：青海省门源县6.4级地震，门源县城离震中距33公里，震源深度10公里，余震发生86次，部分房屋院墙倒塌。

- 1月24日：全國大部受強勁寒流侵襲，广州下起60年多来首場雪[22]。有暴力分子在老挝賽宋奔省發動疑似炸彈襲擊，造成中國公民兩死一傷。

- 1月27日：央视猴年春晚充满政治受到舆论强烈关注。

- 1月29日晚：在2015年“12·25”山东平邑石膏矿坍塌事故中，4名被困36天的幸存矿工获救。此次事故共有15名井下被困矿工获救，另外有1人已确认遇难，13人仍失联。随后当局宣布13名失联人员已无生存可能，于2月6日终止救援[23]。

### 2月
- 2月1日：中国人民解放军战区成立大会在北京八一大楼举行。习近平向东部战区、南部战区、西部战区、北部战区、中部战区授予军旗并发布训令[24]。同時，中国人民解放军战区成立大会于北京市召开，撤销原本7个大军区并成立了五大战区[25]。

- 2月4日：中央纪委监察部网站发布消息，四川省原省委副书记、省长魏宏因涉嫌严重违纪、对党不忠，被撤销党内职务，降为副厅级非领导职务。湖北省原省委常委、组织部部长贺家铁严重违纪被撤销党内职务，降为正厅级非领导职务[26]。广东省副省长刘志庚涉嫌严重违纪，接受组织调查[27]。

- 2月5日：16时30分许，贵州省贵安新区在马场镇普贡村集中销毁已关闭烟花爆竹厂剩余原料的过程中发生爆炸，截至2月6日8时，已经造成12人死亡、5人失联、16人受伤[28]。

- 2月8日：1时许，广西都安瑶族自治县菁盛乡福德村弄岭屯突发山体崩塌事故，导致6人遇难[29]。

- 2月9日：国家卫生计生委通报，确诊中国大陆第一例例输入性寨卡病毒感染病例[30]。

- 2月10日：凌晨，丹东市朝鲜驻华领事官员廉哲俊酒后驾车与一辆出租车相撞，造成出租车司机及车上1名乘客身亡。朝领事官员对每名中方死者的家属赔偿50万人民币。

- 2月22日：千龙网发表《网友为何要给任志强上党课》，被中国大陆网信办转载。网络有评论称“任志强是西方宪政民主的传声筒”。国内親官方媒体纷纷跟进批判任志强言论。觀察者網評論称，“党媒姓党”踩到了任志强的尾巴，并说“他打着为民代言的旗号，意在煽动普通民众反对党和政府的激愤情绪”。2月28日，其新浪和腾讯微博账号因“持续发布违法信息”被中国国家互联网信息办公室关闭。

- 2月24日：尼泊尔小型客机空难，死亡23人，包括一名中国人。

- 2月24日：2016年跳水世界杯在巴西里约热内卢落幕，中国跳水队获得6金4银。

- 2月26日：江西省萍乡市跃进南路6层民房坍塌，救出14人，其中6死1伤。

### 3月
- 3月1日：
  - 《中华人民共和国反家庭暴力法》施行。
  - 晚7時許，一中資公司在寮國琅勃拉邦省普昆縣的工棚遭身分不明的人槍襲，中國工人一死三傷。

- 3月3日：中国人民政治协商会议第十二届全国委员会第四次会议在北京开幕，14日闭幕。

- 3月5日：中华人民共和国第十二届全国人民代表大会第四次会议在北京开幕，16日闭幕，李克强答记者问。

- 3月9日：印尼、太平洋中部可见日全食，中国南方可见日偏食。

- 3月14日：“鲁烟远渔010号”渔船在阿根廷丘布特省附近南大西洋海域遭阿海岸警卫队枪击沉没，船上人员全部获救。

- 3月17日：冈比亚与中国恢复外交。博鳌机场运营。

- 3月18日：山东警方破获案值5.7亿元非法疫苗。

- 3月19日：
  - 京港澳高速湖南汨罗境内油罐车爆炸，5死20伤。
  - 一艘中国渔船在万安滩和纳土纳群岛间海域捕鱼，8名中国船员被印尼扣留，印尼准备扣押渔船时遭到中国海警船的阻止，渔船被中国带回。印尼外交部部长蕾特诺·马尔苏迪表示，已针对中国海警船“侵犯”印尼主权一事对中国驻印尼使馆代表做出强烈抗议。中国回应称，该艘渔船是在“中国传统渔场”内活动，并且已要求印尼外长释放渔民。中国海警船前往施援，并没有进入印尼领海。印尼政府负责海洋安全事务的官员厄格罗西诺在雅加达23日谈话，拒绝中国提出的释放渔民的要求，指责中国救回被扣渔船，加剧了紧张状态，中国的行动制造了“一项新的游戏”，东南亚国家需要密切注意。传统渔场没有受到1982年联合国海洋法公约的承认。中国海警船撞击受到拖拽的中国渔船，间接违反了国际海事组织有关撞击的规则公约[31]。

- 3月22日：博鳌亚洲论坛2016年年会开幕，12国领导人、2000名代表围绕“亚洲新未来：新活力与新愿景”主题参会。

- 3月23日：
  - 21時，一輛從昆明開往寮國首都永珍的長途客車，在寮國境內遭不明身分者開槍射擊，車上6名中國男子受傷，其中2人傷勢較重。
  - 22时10分，山西同煤集团一煤矿发生井下安全事故，造成19人遇难。

- 3月24日：銅鑼灣書店股東李波由內地返港，要求警方銷案，20小時後（25日）返內地。

- 3月25日，5时45分，一辆河南牌照大客车在安徽省萧县境内时车上乘客突然抢夺方向盘导致车失控撞断防撞护栏，翻到路边沟里，6人遇难。

- 3月28日，习近平访问捷克并出席第四届华盛顿核安全峰会。

### 4月
- 4月3日：14时50分许，新疆莎车煤矿冒顶事故。10人遇难。

- 4月9日：凌晨1时许，沈海高速北向南方向一辆长途卧铺车与两辆货车相撞，8人死亡，17人受伤。

- 4月12日：
  - 中华民国外交部表示，近3天共有45名涉电话诈骗的台湾嫌犯被肯尼亚警方遣返至中国大陆，37人因拒绝遣返遭警方强攻。
  - 魏则西去世，引发魏则西事件。

- 4月21日：台湾代表团前往羁押45名台湾电信诈骗犯罪嫌疑人的北京市海淀区看守所参观，与大陆公安机关协商会谈。台湾代表对大陆给予台湾嫌疑人的权利保障表示认可。大陆代表团表示，大陆公安机关将不遗余力打击电信诈骗犯罪，要求台湾方面在追赃方面给予支持。

- 4月22日：农业部发布《关于进一步加强转基因作物监管工作的通知》。WADA（世界反兴奋剂机构）官网宣布，暂停北京兴奋剂检测实验室检测资格。22日至23日，全国宗教工作会议在北京举行。习近平发表讲话。

- 4月23日：中国批准立项火星探测任务，探测器计划在2020年发射，对火星环绕和着陆巡视探测。

- 4月24日：印尼军警联合小组在印尼中苏拉威西省坡苏县与恐怖分子桑托索领导的武装交火，击毙1名该团体的中国维吾尔族男子。该团伙有6名中国维吾尔人，其中5人已被击毙[32]。

- 4月28日：12时40分许，一辆车牌号为陕AG7597的长途客车在福银高速蓝田段草坪隧道口前200米处被纵火，8死5伤。网络传言袭击者是3名東突分子[33]。参见2016年西安客车劫持纵火案。

- 4月30日：马来西亚将涉电信诈骗的32名台湾嫌犯遣送至大陆，台表示抗议及深切遗憾，行政院长张善政召集法务部、陆委会研商，尽速与大陆协商。

- 本月曝光多国政要或家族离岸资产的“巴拿马文件”披露。

### 5月
- 5月6日：长沙磁浮快线运营（长沙南站至长沙黄花国际机场）。

- 5月7日：晚间因北京警方“抓嫖”引发的雷洋事件。

- 5月17日：人民日報發表署名“任平”的評論文章『以史为鉴是为了更好前进』。称“文化大革命”是一场由领导者错误发动、被反革命集团利用，给党、国家和各族人民带来严重灾难的内乱，造成的危害是全面而严重的。历史已充分证明，“文化大革命”在理论和实践上是完全错误的，它不是也不可能是任何意义上的革命或社会进步。不会也决不允许“文革”这样的错误重演。

- 5月20日：中国政府表示蔡英文没有明确承认“九二共识”是“一份没有完成的答卷”。

### 6月
- 6月16日：上海迪士尼樂園在上海浦東新區正式營運，擁有全球最高、最大的迪士尼公主城堡。

- 6月17日：中国外交部发言人华春莹说，香港铜锣湾书店店长林荣基是中国公民，在内地违反中国法律。

- 6月23日：江蘇省北部下午短時間內出現極端強對流天氣，落暴雨並出現龍捲風和冰雹，釀成嚴重傷亡，釀成99死846傷。事發在下午兩時半，鹽城市阜寧縣和射陽縣多個鄉鎮成為重災區，出現高達12級大風，而龍捲風令多間磚瓦住房遭到粉碎性破壞，汽車亦被捲走，大樹攔腰折斷，有鋼架吹到扭曲，路上有不少倒下的電線桿及廣告牌。部分地區電力通訊中斷。

- 6月24日：下午5時左右25名涉嫌电信诈骗的台灣人被柬埔寨政府遣返中国大陸[34]。

- 6月25日：長征七號在海南文昌航天发射场點火升空，進行首次發射。標誌著中國第四個航天發射場正式啟用。

- 6月26日：湖南省郴州市宜凤高速公路宜章段一衡阳骏达旅游客运有限公司的客车碰撞护栏燃烧起火，35人死亡、13人受伤，直接经济损失2290余万元。

- 6月28日：中國ARJ21翔鳳，即「21世紀新一代支線噴氣機」第一次完全自主設計並製造的支線飛機。成都航空正式商業營運從成都雙流機場至上海虹橋機場。

- 6月底至7月初：中國民政部表示，長江中下游等地的暴雨，已造成160死28傷，受影響的省份有11個，至今有2900萬人受災。由於短期雨勢集中，降雨強度大，在6月底至7月初，部分地方在5日之內，降雨量達到5百毫米，導致水位高，令今年汛情較重。當局表示，汛期一般要到7月下旬左右才結束，今年可能更長，要加强防備。

### 7月
- 7月1日：中国共产党成立95周年纪念大会在北京人民大会堂举行。国务院总理李克强主持大会，中央书记处书记刘云山宣读表彰优秀党员的决定，中共中央总书记习近平发表重要讲话。中華民國海軍錦江級巡邏艦金江號巡邏艦上午執行系統檢測時誤射雄風三型反艦飛彈，擊中澎湖外海一漁船並造成1人死亡3人受傷。随后大陆个媒体大量报道，称险些引起军事冲突。中國人民解放軍火箭軍官兵啟用穿著新式禮服與常服，軍服顏色採用墨綠色搭配卡其色。與其他陸、海、空三軍種服裝顏色區別明顯。

- 7月12日：荷蘭海牙常設仲裁法院在「南海仲裁案」的判決中裁定菲律宾胜诉[35]。海峡两岸均表示不予承认[36][37][38]。

- 7月19日：陸客團火燒車案。台灣司機因為性侵導遊被妻兒拋棄而預謀自殺，飲高粱酒壯膽後在駕駛遊覽車往桃園機場途中縱火自焚並拉乘客陪葬，火災導致車禍[39][40]。

- 7月19日至7月21日：華北地区发生水災，导致164死125失蹤，900萬人受災。河北邢台市25人死亡，市長董曉宇為抗災不力道歉，4名官員救災不力被停職。

- 7月25日：前中共中央政治局委员、中央军委副主席郭伯雄因受贿罪一审被判处无期徒刑，剥夺上将军衔，郭伯雄本人当庭表示不上诉[41]。

### 8月
- 8月2日：中國測試直徑3米大推力分段式固體發動機點火成功，成為世界上大型固體火箭發動機俱樂部四強。

- 8月5日：肯亞案5名台灣人被指控涉嫌非法利用電信網絡、實施和參與有組織的詐騙犯罪，審判主審法官認為，案件所出示的證據不足以定罪，判無罪遣返。法庭判決後，肯亞警方將全部嫌疑人羈押至警局安置，把中國大陸使館與台方人員都趕離現場。

- 8月8日：中國大陸專機在北京時間清晨4點30分起飛，將肯亞案5名台灣人全部遣送大陸。

- 中國運動員於奧運以26金18銀26銅排名第3，落後美國和英國，是自1996年亞特蘭大奧運以來，奪金最少的一次；亦是自1984年中國隊開始參加奧運賽事以來，首次於獎牌榜上落後英國。
  - 中國體操隊於奧運僅得2面銅牌，為中國奧運體操史上最差成績；亦是中國首次在奧運體操項目上未有取得金牌[42]。
  - 中國羽毛球女子雙打只取得第4名，是自1992年以來，首次無緣金牌，更是歷來首次未能獲得任何顏色的獎牌[43]。
  - 中國羽毛球女子單打李雪芮在四強止步，從而讓中國羽毛球隊自2000年以來首次丟掉女單金牌。
  - 中國射擊隊只獲得了1金、2銀和4銅，創下了28年來的最差成績[44]。
  - 中國游泳比賽只獲得1金2銀3銅，創下2008年奧運以來最差成績[45]。
  - 中國女排於奧運獲得金牌，是12年來首次，亦是史上第三次奪得奧運冠軍[46][47]。

- 8月16日：1时40分04.546秒，量子科学实验卫星于酒泉卫星发射中心搭载长征二号丁运载火箭发射升空。

- 8月30日：中国驻吉尔吉斯大使馆发生自杀式汽车炸弹爆炸案，造成1人死亡、3人受伤[48]。

### 9月
- 9月1日：长征四号乙搭載高分10号侦察卫星於山西太原發生發射故障，任務失利。

- 9月4-5日：2016年二十国集团杭州峰会开始举办[49][50]。

- 9月7日：129名电信网络诈骗犯罪嫌疑人（大陆51人、台湾78人）乘坐中国民航包机被公安机关从亚美尼亚遣送中国。

- 9月10日：皮山县恐怖袭击。

- 9月14日：21时10分，陆丰东海镇乌坎村陈、林姓村民发现三男子进入一村民家中，随即通知村里治安队。治安队员到场后与三男子冲突，随后将三人送往陆丰市公安局。三男子为香港《明报》记者陈某、邓某，《南华早报》记者麦某。21时许，陆丰警方在东海镇崎砂村路口发现两人，是《香港01》记者余某、蔡某，准备进入乌坎村，二人均无港澳记者采访证件，民警将两记者送公安局。

- 9月15日：中秋節22:04:09(UTC +8)天宫二号順利发射[51]。辽宁警方称，丹东鸿祥实业及相关责任人因涉嫌严重经济犯罪，已被控制。

- 9月17日：广东陆丰市公安局就香港记者“采访被打”作出回应，有香港媒体以《阻采访乌坎公安殴5港记者》为题，报道五名记者在乌坎采访时被公安“掌掴、拳打、摔地”等不公平对待与事实不符。称五名香港记者四人没有中华全国新闻工作者协会制发的港澳记者采访证。《南华早报》麦姓记者持有该证，但未依规办理相关手续，《明报》邓姓记者采访证已过期。称警方“掌掴、拳打、摔地”等粗暴行为报道与事实不符[52]。

- 9月18日：台湾泛蓝的国民党新竹县长邱镜淳、苗栗县长徐耀昌、南投县长林明溱、连江县长刘增应、新北市副市长叶惠青、台东县副县长陈金虎、金门县副县长吴成典和无党籍的花莲县长傅崐萁到北京拜访北京市委书记郭金龙、国台办主任张志军、全国政协主席俞正声。

- 9月19日：江苏无锡煤气爆炸，5死5伤。香港《晴报》报道最强台风“莫兰蒂”，致福建等5省44人死亡或失踪；台湾农业损失超过8亿元新台币（约2.1亿港元），蔬果价格恐贵到明年。截至18日，“莫兰蒂”已造成上海、江苏、浙江、福建、江西5省248万人受灾，29人死亡，15人失踪，56.7万人紧急转移安置，逾5.6万间房屋倒塌或受损，直接经济损失117亿元人民币。中共中央文献编辑委员会编辑《胡锦涛文选》共三卷出版，次日发行。

- 9月27日：上午，宁夏石嘴山市林利煤炭公司瓦斯爆炸，19人死亡，1人失踪。

- 9月29日：云南曲靖会泽县待补镇野马村发生特大凶杀案，死亡人数增至19人。该村村民杨清培（男，汉族，1989年生）有重大作案嫌疑，被抓获。中国1艘渔船早上8时45分左右在韩国西南部海域全罗南道新安郡外海作业，韩国海警队员登船检查，并向反锁的驾驶舱投掷震撼弹，随后渔船起火造成3名船员死亡。韩外交部表示遗憾的同时强调，中国渔船是在韩国水域非法捕鱼。海警队将另外14名中国渔民带至韩国。

### 10月
- 10月1日：中华人民共和国成立67周年。

- 10月17日：神舟十一号载人飞船发射成功。

- 10月27日：中共十八届六中全会的公报发布“以习近平同志为核心的党中央”。[53]

- 10月31日：重慶市永川發生煤礦瓦斯爆炸事故，33名礦工罹難。

### 11月
- 11月1日：习近平总书记在北京会见洪秀柱率领的中国国民党访问团一行。习近平呼吁两岸同胞高举中华民族伟大复兴中国梦的旗帜，共同为民族复兴而奋斗。[54]国民党于Facebook直播“习洪会”，双方都提到“九二共识”。[55][56]

- 11月7日：第十二届全国人民代表大会常务委员会全票赞成通过《全国人大常委会关于香港特别行政区基本法第一百零四条的解释》解释指出，宣誓人拒绝宣誓即丧失就任该条所列相应公职的资格，无效宣誓不得重新安排宣誓[57]。

- 11月8日：上海市青浦区人民检察院召开“两个专项立案监督活动”新闻发布会，宣布在曹琳米線食物添加毒品案中，曹琳米线老板曹某已在10月12日因生产销售有毒有害食品罪，被法院判处有期徒刑3年6个月，并处罚金10万元[58]。在调料中添加罂粟，是食品业界吸引顾客、提高销售的潜规则。

- 11月9日：天津市第二中级人民法院和滨海新区法院等9家基层法院审理天津港“8·12”瑞海公司危险品仓库特别重大火灾爆炸事故并作出一审判决，共有49名责任人获刑，瑞海公司董事长于学伟被判处死缓。[59]

- 11月12日：中国第一位歼-10战斗机女飞行员余旭殉职在驾驶八一飞行表演队的一架飞机的过程中遭遇严重事故，不幸殉职[60]。

- 11月24日：7时40分左右，江西省宜春市丰城市电厂三期扩建工程D标段冷却塔平桥吊倒塌。 74人死亡，2人受伤[61]。

- 11月29日：晚間9時許黑龍江省七台河市一處礦場火災。截至12月2日，21人遇難、1人失踪[62]。

### 12月
- 12月2日：美国总统当选人特朗普与蔡英文通电话。中国称是“台湾方面搞的一个小动作，根本不可能改变国际社会已经形成的一个中国格局”。

- 12月3日：內蒙古赤峰市一處煤礦爆炸，有32人遇害[63]。

- 12月28日：16时50分许，3人驾车冲入新疆墨玉县县委大院，持砍刀袭击，并引爆炸弹，造成2死3伤。3人被当场击毙。

## 逝世
- 2月12日——阎肃，86岁。
- 12月30日——黄齐耀，106岁。